# Bagridae
Bagridae è una famiglia di pesci ossei d'acqua dolce (raramente d'acqua salmastra) appartenente all'ordine Siluriformes.

## Distribuzione e habitat
La famiglia è diffusa in Asia (la maggior parte delle specie) e in Africa tropicale.

## Descrizione
I Bagridae sono dotati di barbigli lunghi, di solito in numero di 4 paia. La pinna dorsale ha una spina; la pinna adiposa è variabile come forma e dimensioni. Un'altra spina, robusta e seghettata, è presente su ogni pinna pettorale. Scaglie assenti.
Alcune specie come Rita sacerdotum raggiungono i due metri di lunghezza.

## Pesca
Alcune specie sono importanti per la pesca.

## Acquariofilia
Le specie di piccole dimensioni vengono allevate negli acquari.

## Tassonomia
Dalla famiglia sono state scorporati alcuni generi africani posti nelle famiglie Claroteidae e Austroglanididae.